# Enzo Roldán
Enzo Martín Roldán (Villa Mercedes, Provincia de San Luis, Argentina; 8 de diciembre de 2000) es un futbolista argentino. Juega como mediocampista por derecha y su primer equipo fue Boca Juniors. Actualmente milita en Platense de la Liga Profesional.

## Trayectoria

### Inicios
Enzo Roldán se inició futbolísticamente en el club Defensores del Este de su Villa Mercedes natal y luego tuvo un paso por Deportivo Atalaya de Córdoba. Allí fue descubierto por reclutadores de Boca Juniors y de esta manera se le abrió la posibilidad de sumarse a las inferiores xeneizes. 

### Boca Juniors
En 2017, luego de consagrarse campeón con la sexta división, tuvo la chance de entrenar por primera vez con el plantel profesional.
Tras destacadas actuaciones en Reserva, en 2020 fue incluido en la lista de buena fe de la Copa Libertadores y además firmó su primer contrato. Si bien formó parte del plantel que se consagró campeón de la Copa de la Liga Profesional, debió conformarse con integrar el banco de suplentes en algunas oportunidades ya que no sumó minutos oficiales a lo largo del torneo.

### Unión de Santa Fe
En 2021 fue cedido a préstamo a Unión de Santa Fe, donde finalmente hizo su debut como profesional el 31 de julio, en el empate 1-1 ante Lanús: ese día ingresó a los 31 del ST en reemplazo de Federico Vera. Su gran rendimiento hizo el club decidiera comprarle el pase.

### Platense
Al quedar relegado en la consideración del técnico y en busca de más continuidad, a principios del 2025 se marchó a préstamo a Platense.

## Clubes
- Actualizado al 20 de julio de 2025

| Club                | Div.                | Temporada           | Liga | Liga | Copa Nacional | Copa Nacional | Copa Internacional | Copa Internacional | Total | Total |
| Club                | Div.                | Temporada           | PJ   | G    | PJ            | G             | PJ                 | G                  | PJ    | G     |
| ------------------- | ------------------- | ------------------- | ---- | ---- | ------------- | ------------- | ------------------ | ------------------ | ----- | ----- |
| Boca Argentina      | 1.ª                 | 2020                | -    | -    | 0             | 0             | 0                  | 0                  | 0     | 0     |
| Boca Argentina      | Total               | Total               | -    | -    | 0             | 0             | 0                  | 0                  | 0     | 0     |
| Unión Argentina     | 1.ª                 | 2021                | 20   | 0    | 0             | 0             | -                  | -                  | 20    | 0     |
| Unión Argentina     | 1.ª                 | 2022                | 18   | 0    | 13            | 1             | 8                  | 1                  | 39    | 2     |
| Unión Argentina     | 1.ª                 | 2023                | 24   | 1    | 8             | 0             | -                  | -                  | 32    | 1     |
| Unión Argentina     | 1.ª                 | 2024                | 22   | 0    | 6             | 0             | -                  | -                  | 28    | 0     |
| Unión Argentina     | Total               | Total               | 84   | 1    | 27            | 1             | 8                  | 1                  | 119   | 3     |
| Platense Argentina  | 1.ª                 | 2025                | 6    | 0    | 2             | 0             | -                  | -                  | 8     | 0     |
| Platense Argentina  | Total               | Total               | 6    | 0    | 2             | 0             | -                  | -                  | 8     | 0     |
| Total en su carrera | Total en su carrera | Total en su carrera | 90   | 1    | 29            | 1             | 8                  | 1                  | 127   | 3     |

## Palmarés
| Título                      | Club         | País      | Año  |
| --------------------------- | ------------ | --------- | ---- |
| Copa de la Liga Profesional | Boca Juniors | Argentina | 2021 |
| Torneo Apertura             | Platense     | Argentina | 2025 |